# سن الموافقة في أوروبا
يختلف سن الموافقة على ممارسة الجنس خارج إطار الزواج حسب الولاية القضائية في مختلف أنحاء أوروبا . يتراوح سن الرشد والذي يعني السن الذي يصبح الشخص بعده قادرًا على الموافقة على ممارسة الجنس مع أي شخص آخر في سن الرشد أو أكبر بين 14 و18 عامًا. تحدد أغلب البلدان الأعمار في نطاق يتراوح بين 14 و16 عاماً، بينما تحدد أربع دول فقط، وهي قبرص (17)، وأيرلندا (17)، وتركيا (18)، ودولة الفاتيكان (18)، سن الرشد أعلى من 16 عاماً.
السن المحدد هو السن الذي يمكن للشاب عنده أن يمارس بشكل قانوني فعلًا جنسيًا غير تجاري مع شخص أكبر سنًا، بغض النظر عن فارق السن بينهما. إذا كان المشارك في عمل جنسي أقل من 18 عامًا ولكنه فوق سن الرشد، فإن الأفعال الجنسية مع شخص آخر بلغ سن الرشد أو تجاوزه قد تكون غير قانونية إذا كان المشارك الأكبر سنًا في موقع سلطة على الشخص الأصغر سنًا. على سبيل المثال، المعلم وطالبه أو شخص في الشرطة. قد لا تكون الأفعال الجنسية قانونية إذا كان المشاركون فيها من أقارب الدم، بغض النظر عن العمر، على الرغم من أن شرعية سفاح القربى تختلف بين الدول الأوروبية.
لدى بعض البلدان استثناءات تتعلق بالتقارب العمري، مما يسمح للشركاء المتقاربين في العمر الذين قد يكون أحدهما أو كلاهما أقل من سن الرشد غير المقيد القياسي ليكونوا قادرين على الموافقة قانونيًا على المشاركة في أفعال جنسية مع بعضهما البعض. أقل سن أدنى للموافقة على تطبيق استثناء التقارب العمري في أوروبا هو 12 عامًا في المجر، بشرط أن يكون شريكهم الجنسي الأكبر سنًا أقل من 18 عامًا.

## الالتزامات الدولية
لم يقترح الاتحاد الأوروبي ولا مجلس أوروبا أي سن محدد للموافقة، ولم تبذل أي جهود حتى الآن لتوحيد السن في جميع الدول الأعضاء. مع ذلك، أصبحت أغلب البلدان في أوروبا الآن ملزمة قانونياً فيما يتصل بالاعتداء الجنسي على الأطفال دون سن 18 عاماً. إن اتفاقية لانزاروت، التي تم التصديق عليها اعتبارًا من عام 2021 من قبل جميع الدول الأعضاء في مجلس أوروبا، والتي دخلت حيز التنفيذ في عام 2011، تلزم الدول التي تصادق عليها بتجريم بعض الأفعال المتعلقة بالأطفال دون سن 18 عامًا، مثل تورط هؤلاء الأطفال في الدعارة والمواد الإباحية. وتشمل الأفعال الأخرى التي يجب تجريمها ما يلي:

#### المشاركة في أنشطة جنسية مع طفل (يُعرَّف "الطفل" في المادة 3 بأنه "الشخص الذي يقل عمره عن 18 عامًا") حيث:
- يتم استخدام الإكراه أو القوة أو التهديد.
- يتم إساءة معاملة شخص معترف به بالثقة أو السلطة أو النفوذ على الطفل، بما في ذلك داخل الأسرة.
- يتم إساءة معاملة موقف ضعيف بشكل خاص للطفل، ولا سيما بسبب الإعاقة العقلية أو الجسدية أو حالة الاعتماد.

يُطلق على سن الرشد "السن القانوني للأنشطة الجنسية" ويجب على الدول اختياره في السن الذي تراه مناسبًا. (لا يوجد عمر محدد موصى به). اعتبارًا من فبراير 2021، تم التصديق على الاتفاقية من قبل جميع دول مجلس أوروبا.
في الاتحاد الأوروبي، هناك توجيه بشأن الاعتداء الجنسي على الأطفال دون سن 18 عامًا، والمعروف باسم التوجيه 2011/92/EU للبرلمان الأوروبي والمجلس بتاريخ 13 ديسمبر 2011 بشأن مكافحة الاعتداء الجنسي والاستغلال الجنسي للأطفال واستغلال الأطفال في المواد الإباحية.

## البانيا
منذ عام 2001، أصبح السن القانوني في ألبانيا هو 14 عامًا، بغض النظر عن الجنس والتوجه الجنسي. أما في حالة الفتاة، فإن ممارسة الجنس غير قانونية إذا كانت فوق سن الرشد 14 عام ولكن لم يصل إلى "النضج الجنسي"، كما هو منصوص عليه في المادة 100 من قانون العقوبات.

## أندورا
السن القانوني في أندورا هو 14 عامًا . هو غير قانوني أيضا بغض النظر عن العمر لشخص يشغل منصب سلطة أو تفوق على شخص آخر أن يمارس نشاطًا جنسيًا معه، أو عندما يتضمن ذلك إساءة استخدام الثقة، أو حالة الحاجة أو الاعتماد. وتكون العقوبة أشد عندما يكون الموضوع أقل من 18 عامًا. إن ممارسة الجنس مع أي شخص يقل عمره عن 14 عامًا يعاقب عليها بالسجن لمدة تتراوح بين ثلاثة أشهر وثلاث سنوات. إذا كان الفعل الجنسي ينطوي على اختراق جنسي، فإن العقوبة هي السجن من ثلاث إلى عشر سنوات. يرد وصف سن الرشد في أندورا، والقيود المفروضة عليه وعقوباته في المواد 147 و148 و149 من قانون العقوبات.

## أرمينيا
السن القانوني في أرمينيا هو 16 عامًا.
"يعاقب بالسجن لمدة تصل إلى سنتين أو بالسجن لمدة تصل إلى سنتين كل من مارس الجنس مع شخص لم يتجاوز عمره 16 سنة، أو مارس الجنس مع شخص لم يتجاوز عمره 18 سنة، في غياب عناصر الجريمة المنصوص عليها في المواد 138 أو 139 أو 140 من هذا القانون.
— المادة 141، ""ممارسة الجنس مع شخص لم يتجاوز عمره 16 سنة".

## النمسا
السن العام للموافقة في النمسا هو 14 عامًا ، كما هو محدد في المادة 206 من قانون العقوبات. تحدد المادة 206 (4) استثناء التقارب العمري، مما يخفض سن الرشد إلى 13 عامًا إذا لم يكن الطرف الآخر أكبر منه بأكثر من 3 سنوات وتم استيفاء بعض الشروط الإضافية. § 207 (4) يزيد هذا الاستثناء إلى 4 سنوات، بحد أدنى 12 سنة، للأفعال الجنسية التي لا ترقى إلى مستوى الجماع أو الأفعال الأخرى "التي يمكن مساواتها بالجماع" أي الاتصال الجنسي غير الاختراقي بشكل أساسي. يخضع لنفس الشروط الإضافية الواردة في المادة 206 (على سبيل المثال، أن الفعل لا يسبب أذى جسديًا خطيرًا).
مع ذلك ، فإن المادة 207 من قانون العقوبات تحتوي على استثناء لسن الرشد العام: إذا كان أحد الشريكين أصغر من 16 عامًا و"ليس ناضجًا بدرجة كافية لفهم أهمية الفعل"، فإن الفعل يكون قابلًا للعقاب. إن جريمة "بدء اتصالات جنسية مع قاصرين دون سن 14 عامًا باستخدام نظام الكمبيوتر" يعاقب عليها بالسجن لمدة عامين (المادة 208أ من قانون العقوبات).

#### تاريخ
كان القانون الجنائي النمساوي قد حدد في السابق سن 18 عامًا باعتباره السن القانوني لممارسة الجنس المثلي بين الذكور حيث كان الشريك الآخر يتراوح عمره بين 14 و18 عامًا، في حين لم يكن هناك أي حكم معادل للسلوك الجنسي بين الجنسين أو فيما يتعلق بالمثلية الجنسية بين الإناث؛ وكان هذا هو القسم 209 من القانون الجنائي. في نوفمبر/تشرين الثاني 1996، عُرض على البرلمان النمساوي تعديل لإلغاء المادة 209؛ لكن التصويت انتهى بالتعادل، وفشل التعديل في المرور. في يوليو/تموز 1998، طرح تعديل مماثل، ولكن الأغلبية المحافظة صوتت ضده. دخل القسم 209 حيز التنفيذ عندما أصبحت المثلية الجنسية بين الذكور قانونية في عام 1971.
في 24 يونيو/حزيران 2002، قضت المحكمة الدستورية النمساوية بعدم دستورية المادة 209. وقد تم إلغاء هذا القسم لاحقًا في 14 أغسطس 2002. وفي 9 يناير/كانون الثاني 2003، قضت المحكمة الأوروبية لحقوق الإنسان، في قضية L & V ضد النمسا، بأن المادة 209 تنتهك المادتين 8 و14 من الاتفاقية الأوروبية لحقوق الإنسان .

## أذربيجان
السن القانوني في أذربيجان هو 16 عامًا.
"يعاقب بالسجن لمدة تصل إلى ثلاث سنوات كل من مارس الجنس مع شخص لم يتجاوز السادسة عشرة من عمره، وكذلك كل من ارتكب نفس الجرائم المرتبطة بإشباع الشغف الجنسي بأشكال منحرفة.
— القوانين الوطنية، المادة 152"

## بيلاروسيا
السن القانوني في بيلاروسيا هو 16 عامًا.
العلاقات الجنسية، اللواط، الأفعال المثلية أو غيرها من الأفعال ذات الطابع الجنسي التي يقوم بها شخص بالغ بلغ الثامنة عشرة من عمره، مع شخص لم يبلغ السادسة عشرة من عمره بوضوح، في غياب صفات الجرائم المنصوص عليها في المادتين 166 و167 من القانون الحالي، يعاقب عليها بتقييد الحرية لمدة تتراوح بين سنتين وأربع سنوات أو بالسجن لمدة تتراوح بين سنتين وخمس سنوات.
— قانون العقوبات البيلاروسي، المادة 168
الأفعال الفاجرة التي يرتكبها شخص بلغ الثامنة عشرة من عمره، فيما يتعلق بشخص لم يبلغ السادسة عشرة من عمره بوضوح، في غياب صفات الجرائم المنصوص عليها في المواد 166 و167 و168 من القوانين الحالية، يعاقب عليها بالاعتقال لمدة ستة أشهر أو بالسجن لمدة تتراوح بين سنة وثلاث سنوات.
— قانون العقوبات البيلاروسي، المادة 169

## بلجيكا
السن القانوني في بلجيكا هو 16 سنة، كما هو محدد في المادة 417/6 من القانون الجنائي. هناك استثناء من فارق السن البالغ ثلاث سنوات بالنسبة للأفعال الجنسية حيث يكون أحد الشريكين على الأقل يبلغ من العمر 14 أو 15 عامًا.

#### تاريخ
قد حدد القانون الجنائي البلجيكي في السابق السن القانوني لممارسة الجنس المثلي عند 18 عامًا. قد أضيف هذا الحكم، المادة 372 مكرر سنة 1965 وألغي سنة 1985.

## البوسنة والهرسك
يعد النشاط الجنسي مع الأطفال الذين تقل أعمارهم عن 14 عامًا غير قانوني بموجب المادة 207، التي تحظر الأفعال الجنسية مع "طفل"، ويتم تعريف "الطفل" في المادة 2 (8) على أنه شخص يقل عمره عن 14 عامًا. مع ذلك، فإن المادة 209 تذكر "القاصر" الذي تم تعريفه في المادة 2(9) بأنه شخص يقل عمره عن 18 عامًا، على الرغم من أنه ليس من الواضح ما إذا كانت هذه المادة تشير فقط إلى الأفعال الجنسية التي تتم في نظر قاصر يقل عمره عن 18 عامًا أو ما إذا كان من الممكن استخدامها أيضًا لمعاقبة الأفعال الجنسية التي تتم مع القاصر:
- المادة 207 مواقعة طفل: (1) من مارس مع طفل مواقعة أو فعلاً جنسياً مماثلاً، يعاقب بالسجن مدة لا تقل عن سنة ولا تزيد على ثماني سنوات.
- المادة 208 معنى المصطلحات الواردة في هذا القانون: (8) الطفل في هذا القانون هو كل من لم يتجاوز الرابعة عشرة من عمره.
- المادة 209 إشباع الشهوة في حضور طفل أو حدث: من أقدم في حضور طفل أو حدث على أفعال ترمي إلى إشباع شهوته أو شهوة شخص ثالث، أو من حمل طفلاً على الخضوع لمثل هذه الأفعال في حضوره أو في حضور شخص ثالث، يعاقب بالحبس من ثلاثة أشهر إلى ثلاث سنوات.
- المادة 205: (2) تحظر الجماع مع قاصر (يُعرف بأنه شخص لم يتجاوز الثامنة عشرة من عمره) "باستغلال المنصب".

## بلغاريا
السن القانوني في بلغاريا هو 14 عامًا ، ولكن ممارسة الجنس مع شخص أكبر من 14 عامًا لا تزال غير قانونية إذا لم "يفهم خصائص أو أهمية الفعل.
من أقدم على فعل بقصد إثارة أو إشباع الرغبة الجنسية، دون مجامعة، مع شخص لم يتم الرابعة عشرة من عمره، يعاقب بالحبس مدة لا تقل عن سنة ولا تزيد على ست سنوات.
— المادة 149
(1) من مارس الجنس مع شخص لم يتم الرابعة عشرة من عمره، ما لم يشكل الفعل جريمة بموجب المادة 152، يعاقب بالسجن من سنتين إلى ست سنوات.
(2) من مارس الجنس مع شخص لم يتم الرابعة عشرة من عمره ولم يفهم طبيعة الفعل أو معناه، يعاقب بالسجن حتى خمس سنوات.
— المادة 151

## كرواتيا
السن القانوني لجميع السلوكيات الجنسية في كرواتيا بموجب القانون الجنائي الساري منذ 1 يناير 2013 هو 15 عامًا، بغض النظر عن الجنس و/أو التوجه الجنسي، وينظمه المادة 158.
1. من مارس الجماع مع طفل لم يتم الخامسة عشرة من عمره أو حث طفلاً على الجماع مع شخص ثالث، يعاقب بالسجن من ثلاث سنوات إلى اثنتي عشرة سنة.
2. من ارتكب فعلاً فاحشاً مع طفل لم يتم الخامسة عشرة من عمره أو حرض طفلاً على ارتكاب فعل فاحش مع نفسه أو مع شخص ثالث، يعاقب بالسجن مدة لا تقل عن سنة ولا تزيد على ثماني سنوات. مع ذلك، هناك إعفاء لمدة ثلاث سنوات بالنسبة للسن التقريبي.

#### تاريخ
قبل عام 2013، كان السن القانوني للموافقة في كرواتيا 14 عامًا. ظلت الأفعال المثلية غير قانونية حتى عام 1977، عندما قامت كرواتيا، التي كانت آنذاك جمهورية يوغوسلافية الاتحادية، بتغيير قانون العقوبات الخاص بها. تمت معادلة السن القانوني في عام 1998.

## قبرص
السن القانوني لجميع السلوكيات الجنسية في قبرص بموجب القانون الجنائي لعام 2002 هو 17 عامًا ، بغض النظر عن التوجه الجنسي أو الجنس.

#### تاريخ
حتى عام 1998، كانت الأفعال المثلية بين الرجال محظورة تمامًا بموجب المادة 171 (1929). في عام 1989، رفع أليكوس مودينوس، رئيس حركة تحرير المثليين في قبرص، قضية إلى المحكمة الأوروبية لحقوق الإنسان. في عام 1993، قضت المحكمة بأن حظر الأفعال المثلية يشكل انتهاكاً للمادة 8. وفي يناير/كانون الثاني 1995، قدمت الحكومة القبرصية مشروع قانون إلى البرلمان القبرصي كان من شأنه إلغاء الحظر. ولكن المعارضة القوية من جانب الكنيسة الأرثوذكسية الشرقية أدت إلى توقف مشروع القانون عند إحالته إلى لجنة الشؤون القانونية في البرلمان. كررت المفوضية الأوروبية تحذيرها بأن قبرص يجب أن تتبع حكم المحكمة. في مايو/أيار 1997، فشلت مرة أخرى محاولة حكومية لإلغاء الحظر بسبب قوة المعارضة. وفي إبريل/نيسان 1998، حدد مجلس أوروبا تاريخ 29 مايو/أيار 1998 كموعد نهائي للامتثال، وفي 21 مايو/أيار 1998، صوت مجلس النواب بأغلبية 36 صوتاً مقابل 8 لصالح تشريع الأفعال المثلية. ومع ذلك فقد تم تحديده عند 18 عامًا في حين بقيت الأفعال الجنسية المغايرة عند 16 عامًا.
في عام 2002، وتحت ضغط من الاتحاد الأوروبي أنهى البرلمان أخيرًا الأحكام المتباينة وقام بتغيير سن الرشد إلى 17 عامًا لكل من الأفعال الجنسية المغايرة والمثلية، بموجب قانون العقوبات المعدل.

#### أكروتيري وديكيليا
بالنسبة لكلا قاعدتي السيادة (الجيوب العسكرية البريطانية) في جزيرة قبرص، فإن السن القانوني هو 16 عامًا .

#### قبرص الشمالية
إن سن الرشد في شمال قبرصن مناطق جمهورية قبرص التي تحتلها تركيا حاليًا هو 16 عامًا كما هو محدد في قانون العقوبات.

#### تاريخ
قبل عام 2014، كان اللواط غير قانوني، وكان سن الرشد ينطبق فقط على الإناث، وكان الاتصال الجنسي مع أنثى تتراوح أعمارها بين 13 و16 عامًا يعد جنحة. اعتبارًا من عام 2014، أصبح سن الرشد 16 عامًا لكل من الذكور والإناث، والاتصال الجنسي مع أي طفل أقل من 16 عامًا بغض النظر عن الجنس يعد جريمة جنائية، وتم رفع الحظر على اللواط، وبالتالي إضفاء الشرعية على الجنس المثلي.

## الجمهورية التشيكية
السن القانوني للموافقة على ممارسة الجنس في جمهورية التشيك هو 15 عامًا. بالإضافة إلى ذلك، القسم من قانون العقوبات التشيكي 40/2009 Sb. يحتوي قانون "الجرائم ضد الأسرة والأطفال" على المادة 202 التي تجرم "إغراء أي شخص يقل عمره عن 18 عامًا لممارسة الجنس" من خلال أي وعد أو تقديم دفع أو فائدة أو امتياز أو ربح، مقابل ممارسة الجنس أو الاستمناء أو التعرض أو السلوك المماثل. تمت إضافة هذه اللائحة إلى قانون العقوبات التشيكوسلوفاكي القديم (140/1961 Sb.) الذي اعتمدته جمهورية التشيك باعتباره المادة 217أ بموجب تعديل القانون التشيكي رقم 218/2003 Sb. ساري المفعول اعتبارًا من 1 يناير 2004. هذا ينطبق أيضًا على الحالات التي يوجد فيها أي نوع من الثقة أو الاعتماد، على سبيل المثال، المعلم - الطالب، صاحب العمل - الموظف.

#### تاريخ
كان الحد الأقصى للعمر في الإمبراطورية النمساوية 14 عامًا بموجب المادة 128 من قانون العقوبات الإمبراطورية لعام 1852. تم تصنيف الاتصال الجنسي المثلي والاتصال الجنسي مع الحيوانات بشكل عام على أنه "جريمة ضد الطبيعة" بموجب المادة 131. تم استبدال قانون العقوبات النمساوي في تشيكوسلوفاكيا في عام 1950. قانون العقوبات التشيكوسلوفاكي 86/1950 وفي المادة 239 تم رفع الحد الأقصى إلى 15 عامًا. وقد وردت لائحة مماثلة تقريبا في قانون العقوبات التشيكوسلوفاكي بموجب المادة 140/1961 Sb. ، والتي تنص في المادة 242 على ما يلي: "يُحكم على الشخص الذي يمارس الجنس مع شخص يقل عمره عن خمسة عشر (15) عامًا أو يعتدي جنسيًا على مثل هذا الشخص بأي طريقة أخرى بالسجن لمدة لا تقل عن سنة واحدة ولا تزيد عن ثماني سنوات." يحتوي قانون العقوبات التشيكي الجديد (40/2009 Sb.، ساري المفعول اعتبارًا من 1 يناير 2010) على لائحة مماثلة: § 187. في الفترة ما بين عامي 2008 و2009، أقر البرلمان خفض حدود المسؤولية الجنائية وكذلك حدود سن ارتكاب الأفعال الجنسية من 15 إلى 14 عاماً في قانون العقوبات الجديد 40/2009. ساري المفعول اعتبارًا من 1 يناير 2010. قد تم انتقاد كلا التغييرين. قبل أن يدخل حيز التنفيذ، قانون التعديل 306/2009 Sb. تم تغيير كلا الحدين إلى 15 عامًا.
حتى عام 1962، كانت العلاقات الجنسية المثلية غير قانونية في تشيكوسلوفاكيا. الطبعة التشيكوسلوفاكية رقم 140/1961 كان قانون العقوبات، الذي تم تقديمه في ذلك العام، لا يزال يتضمن "الاتصال الجنسي مع شخص من نفس الجنس" كجريمة (المادة 244)، لكنه شمل فقط الأشخاص الذين تزيد أعمارهم عن 18 عامًا والذين مارسوا الجنس مع شخص أصغر من 18 عامًا. بين البالغين، تم تجريم استلام أو تقديم الدفع والإزعاج العام. في عام 1990، تم إلغاء المادة 244 بالكامل بموجب القانون التشيكوسلوفاكي رقم 175/1990 Sb. ، من 1990-07-01.

## الدنمارك
السن القانوني في مملكة الدنمارك هو 15 عامًا ، وفقًا لقانون العقوبات الدنماركي. من غير القانوني أيضًا ممارسة الجنس مع طفل يقل عمره عن 18 عامًا، إذا كان الطفل هو طفله المتبنى أو طفل الزوج أو طفل الحضانة، أو إذا كان مسؤولاً عن تعليمه أو تربيته. وهذا يشمل المعلمين. كما أن استغلال العمر والخبرة بشكل صارخ لإغواء قاصر لممارسة الجنس معه يعد أمرًا غير قانوني أيضًا. القوانين في الأقاليم ذات الحكم الذاتي جزر فارو وجرينلاند متكافئة على الرغم من تنظيمها في قوانين جنائية منفصلة.
"كل من يمارس الجنس مع طفل يقل عمره عن 15 عامًا، يُعاقب بالسجن لمدة تصل إلى 8 سنوات، ما لم يكن الوضع مشمولًا بالفقرة 2 من المادة 216. عند تحديد العقوبة، يجب أن يكون ظرفًا مشددًا إذا أن يكون الجاني قد حصل على الوطء باستغلال تفوقه الجسدي أو العقلي."

##### - قانون العقوبات الدنماركي، المادة 222
أي شخص يمارس الجنس مع أي طفل يقل عمره عن 18 عامًا، والذي يُقال إنه الطفل المتبنى أو ابن الزوجة أو الطفل بالتبني، أو الذي يُعهد به إلى الشخص المذكور للتعليم أو التربية، يكون عرضة للسجن لمدة لا تتجاوز أربع سنوات، تنطبق نفس العقوبة على أولئك الذين، من خلال استغلال سنهم وتفوقهم القائم على الخبرة، يغوون شخصًا أقل من 18 عامًا لممارسة الجنس.
هناك عينة من الأشخاص الذين تقل أعمارهم عن 18 عامًا، وهم من بين العارضين أو الممتلئين أو الذين يرغبون في الإشراف أو التنقيح، ويمارسون الرياضة منذ 4 سنوات، مع نفس الطريقة التي حدث بها ذلك، حيث وقعوا تحت خطأ كبير في آخر الأمر وبذلوا قصارى جهدهم من أجل شخص يقل عمره عن 18 عامًا إلى نفس العينة.

#### تاريخ
تم تشريع الأفعال المثلية بين الذكور في الدنمارك (لم تكن المثلية الجنسية غير قانونية أبدًا) مع تحديد سن الرشد عند 18 عامًا، بعد إصلاح كبير لقانون العقوبات في عام 1930؛ وفي الوقت نفسه، تم رفع سن الرشد للأفعال بين الجنسين من 12 إلى 15 عامًا. في عام 1976، تم توحيد سن الرشد عند 15 عامًا لجميع الأفعال[بحاجة لمصدر] . إن ممارسة الجنس مع طفل يقل عمره عن 12 عامًا تؤدي إلى عقوبة مزدوجة، وممارسة الجنس مع قاصر يقل عمره عن 18 عامًا أمر غير قانوني بالنسبة للشخص المسؤول عن الطفل.
حتى عام 1866، كانت الأفعال المخالفة للطبيعة (الجماع الشرجي) يعاقب عليها بالموت. مع ذلك، لم يتم استخدام هذه القاعدة مطلقًا حتى أواخر القرن الثامن عشر، وعندما دخلت حيز التنفيذ، كان يُحكم على المحكوم عليهم دائمًا بالسجن لمدة 7 سنوات. أصبحت هذه هي العقوبة التي تم إدخالها في قانون العقوبات لعام 1866، ولكن الآن فقط للأفعال المثلية الجنسية.
في عام 1969، أصبحت الدنمارك أول دولة تشرع المواد الإباحية التصويرية، لكن هذا لم يؤثر على القوانين المتعلقة بعمر الأشخاص المشاركين في إنتاجها. وبالتالي، فإن السن القانوني للموافقة (15) يعادل الحد الأقصى للمواد الإباحية المنتجة داخل البلاد، ولكن المواد المنتجة في بلدان أخرى (حيث لا ينطبق قانون الموافقة الدنماركي) لم تكن مشمولة وبالتالي فهي قانونية.
في عام 1980 أصبح من غير القانوني بيع أو نشر أو حيازة المواد الإباحية التي تتضمن أطفالًا دون سن 15 عامًا، بغض النظر عن بلد المنشأ ( قانون العقوبات الدنماركي §235). تم تغيير الحد لاحقًا إلى 18 عامًا، وهو القانون المعمول به اليوم، على الرغم من أنه لا يزال قانونيًا لشخص يزيد عمره عن 15 عامًا أن يلتقط صوره العارية بنفسه، طالما يتم مشاركتها فقط مع الأصدقاء (على سبيل المثال مع صديق أو صديقة)، وقد تلقى المتلقي صراحةً الحق في امتلاكها، ولا يتم مشاركتها أو نشرها بعد ذلك. في الفترة ما بين تشريع المواد الإباحية وتعديل قانون العقوبات الدنماركي عام 1980، استغلت بعض الشركات عدم وجود قيود عمرية على المواد المنتجة في بلدان أخرى.

## استونيا
السن القانوني في إستونيا هو 16 عامًا ، كما هو محدد في المادة 145 من القانون الجنائي لجمهورية إستونيا (الاتصال الجنسي أو أي فعل آخر ذي طبيعة جنسية مع طفل)، والتي تنص على:
1. الانخراط في الاتصال الجنسي أو أي فعل آخر ذي طبيعة جنسية مع شخص يقل عمره عن ستة عشر عامًا من قبل شخص بالغ، ما لم يكن فارق السن بين الشخص البالغ والشخص الذي يتراوح عمره بين أربعة عشر وستة عشر عامًا لا يزيد عن خمس سنوات، يعاقب عليه بالسجن لمدة تصل إلى خمس سنوات."  توجد ظروف مشددة إذا كان الطفل أقل من 14 عامًا أو إذا كان الجاني مجرمًا متكررًا. إن العقوبة الأكثر خطورة هي إذا كان الضحية أقل من 10 سنوات، كما تنص المادة 147: في إطار معنى الجرائم المنصوص عليها في هذا الفصل الفرعي 7 الجرائم ضد تقرير المصير الجنسي، يعتبر الشخص عاجزًا عن الفهم إذا كان عمره أقل من عشر سنوات.
تم رفع سن الرشد من 14 إلى 16 عامًا في يونيو 2022 (مع إعفاء قريب من السن بخمس سنوات لمن تتراوح أعمارهم بين 14 و15 عامًا).

#### تاريخ
حتى عام 1992، كان الجنس المثلي بين الرجال غير قانوني، حيث كانت المادة 118 من قانون العقوبات الإستوني السوفييتي تحظر "الجماع الشرجي بين الرجال". عند استعادة الاستقلال عن الاتحاد السوفييتي في عام 1991، تم تحديد سن الموافقة على ممارسة الجنس المثلي بين الذكور عند 16 عامًا، في حين كان سن الموافقة على ممارسة الجنس بين الجنسين مع النساء 14 عامًا. لم يكن هناك سن محدد للموافقة على ممارسة الجنس بين الجنسين مع الرجال. تم توحيد سن الرشد في عام 2002 عندما اعتمدت إستونيا قانونها الجنائي الأول بعد استعادة استقلالها، وحددت سن الرشد المتساوي عند 14 عامًا. قد تم رفع هذه العقوبة لاحقًا إلى 16 عامًا، بغض النظر عن الجنس أو التوجه الجنسي، بموجب قانون جديد دخل حيز التنفيذ في جميع أنحاء إستونيا، في يونيو 2022.

## فنلندا
السن القانوني في فنلندا هو 16 عامًا ، كما هو محدد في المادة 6 (1) (الاعتداء الجنسي على طفل)، والتي تنص على: "الشخص الذي يمارس الجنس مع طفل يقل عمره عن ستة عشر عامًا. يُحكم عليه بتهمة الاعتداء الجنسي على طفل بالسجن لمدة لا تزيد عن أربع سنوات". لا يجوز معاقبة الفعل الجنسي إذا "لم يكن هناك اختلاف كبير في الأعمار أو النضج العقلي والجسدي بين الأشخاص المعنيين".
السن هو 18 سنة عندما يكون على علاقة مع شخص لديه بعض السلطة الرسمية على الشاب، مثل مدرس المدرسة.

#### تاريخ
حتى عام 1971، كانت الأفعال المثلية محظورة. بعد إلغاء التجريم، تم تحديد سن الرشد عند 18 عامًا للأفعال المثلية و16 عامًا للأفعال بين الجنسين. في عام 1999، تم توحيد سن الرشد عند 16 عامًا لجميع الأفعال الجنسية.

#### جزر أولاند
وفقًا لمعاهدة آلاند، يتم تطبيق القانون الوطني الفنلندي باعتباره الحد الأدنى للمعيار. وبالتالي فإن سن الرشد هو 16 سنة .

## فرنسا
السن الأدنى للموافقة في فرنسا هو 15 عامًا ، كما هو محدد في المادة 227-25 من قانون العقوبات، والتي تنص على؛ "باستثناء حالات الاغتصاب أو الاعتداء الجنسي المنصوص عليها في القسم 3 من الفصل الثاني من هذا العنوان، فإن ارتكاب أفعال جنسية مع قاصر دون سن الخامسة عشرة، بالنسبة للبالغين، يعاقب عليه بالسجن لمدة سبع سنوات وغرامة قدرها 150.000 يورو."
المادة 222-22 تعرف الاعتداء الجنسي بأنه "كل اعتداء جنسي يرتكب بالعنف أو الإكراه أو التهديد أو المفاجأة". ثم تنص المادة 222-22-1 على أن الإكراه يمكن أن يكون جسديا أو معنويا. وقد ينشأ الإكراه الأخلاقي أو المفاجأة من سلطة القانون أو حقيقة أن شخصًا بالغًا يتمتع بسلطة على قاصر، وقد تتميز هذه السلطة الفعلية "بفارق كبير في السن بين الضحية القاصر والجاني البالغ".
تحظر المادة 227-22 "تشجيع أو محاولة تشجيع إفساد قاصر"، وكذلك "تنظيم اجتماعات تنطوي على عرض فاضح أو علاقات جنسية مع العلم بحضور قاصرين أو مشاركتهم". (القاصرون هم من تقل أعمارهم عن 15 عامًا؛ يمكن تفسير نص المادة).
تحظر المادة 227-22-1 "إغراء قاصر دون سن الخامسة عشرة، أو شخص يتظاهر بأنه قاصر، لأغراض جنسية من خلال استخدام نظام كمبيوتر".
تحظر المادة 227-27 العلاقات الجنسية مع القاصرين الذين تجاوزوا سن 15 عامًا (15 أو 16 أو 17 عامًا) "1° عندما يرتكبها أحد الأسلاف أو أي شخص آخر له سلطة قانونية أو فعلية على الضحية؛ 2° عندما يرتكبها شخص يستغل السلطة المخولة له بمقتضى وظيفته."
في عام 2021، تم تعديل القانون الفرنسي بحيث يتم تصنيف أي نشاط جنسي مع شخص يقل عمره عن 15 عامًا تلقائيًا على أنه اغتصاب أو اعتداء جنسي، ما لم يكن الطرف الآخر أقل من خمس سنوات من العمر وفقًا لبند روميو وجولييت. مع ذلك، لم يتم تمديد هذا الاستثناء لمدة خمس سنوات ليشمل المادة 227-225، التي تنطوي على عقوبة محتملة بالسجن لمدة سبع سنوات. بالإضافة إلى ذلك، يصنف القانون أي ممارسة جنسية مع قريب يقل عمره عن 15 عامًا على أنها اغتصاب.

#### تاريخ
ظلت الأفعال المثلية بين الذكور غير قانونية حتى عام 1791، عندما تم إسقاط قوانين اللواط القديمة من القانون الجنائي لذلك العام. قد ظل هذا هو الحال في ظل قانون نابليون لعام 1810.
تم تحديد سن الرشد عند 11 عامًا في عام 1832 وعند 13 عامًا في عام 1863. في عام 1942، تم تحديد سن الرشد للأفعال المثلية عند 21 عامًا، بينما كان لا يزال 13 عامًا للأفعال المغايرة جنسياً. وقد زاد هذا العدد إلى 15 في عام 1945. في عام 1974، تم تخفيض السن القانوني للأفعال المثلية إلى 18 عامًا. في عام 1982، تم تخفيض الحد الأقصى للعقوبة إلى 15، بما يتماشى مع الحد الأقصى للعقوبة المفروضة على الأفعال الجنسية المغايرة.

## جورجيا
السن القانوني في جورجيا هو 16 عامًا وفقًا للمادتين 140 و141 من قانون العقوبات الجورجي.

## ألمانيا
السن القانوني في ألمانيا هو 14 عامًا ، طالما أن الشخص الذي يزيد عمره عن 21 عامًا لا يستغل عدم قدرة شخص يبلغ من العمر 14 إلى 15 عامًا على تقرير مصيره الجنسي، وفي هذه الحالة تتطلب إدانة فرد يزيد عمره عن 21 عامًا شكوى من الفرد الأصغر سنًا؛ إن كونك فوق سن 21 عامًا ودخولك في علاقات جنسية مع قاصر في ذلك العمر لا يشكل جريمة في حد ذاته. بخلاف ذلك، فإن سن الرشد هو 16 عامًا، على الرغم من أن الأحكام التي تحمي القاصرين من الإساءة تنطبق حتى سن 18 عامًا (بموجب المادة 182 (1): من غير القانوني الانخراط في نشاط جنسي مع شخص يقل عمره عن 18 عامًا "من خلال الاستفادة من موقف استغلالي"  ).
يتحدد ذلك في المواد 176 (الاعتداء الجنسي على الأطفال)، و180 (ترويج الجنس بين القاصرين)، و182 (الاعتداء الجنسي على الشباب) من قانون العقوبات، والتي تنص على ما يلي:
176: "(1) يعاقب بالسجن لمدة لا تقل عن سنة واحدة (ولا تزيد على خمسة عشر عامًا وفقًا للمادة 38) كل من:
1. يرتكب أفعالاً جنسية مع شخص يقل عمره عن أربعة عشر (14) عامًا (طفل) أو يسمح للطفل بارتكابها بنفسه.
2. "يحث طفلاً على ارتكاب أفعال جنسية مع شخص ثالث أو يسمح بارتكابها مع ذلك الشخص من قبل شخص ثالث."

180: "(1) من حرض على ارتكاب أفعال جنسية لشخص دون سن السادسة عشرة أمام شخص ثالث أو أفعال جنسية لشخص ثالث على شخص دون سن السادسة عشرة":
1. من خلال العمل كوسيط.
2. من خلال توفير أو خلق الفرصة.

يعاقب بالسجن مدة لا تزيد على ثلاث سنوات أو بغرامة."
182: "(3) الشخص الذي تجاوز عمره واحداً وعشرين عاماً والذي يعتدي على شخص لم يتجاوز عمره ستة عشر عاماً، وذلك من خلال:
1. يرتكب أفعالاً جنسية مع شخص آخر أو يسمح للشخص بارتكابها بنفسه.
2. يحث الشخص على ارتكاب أفعال جنسية مع شخص ثالث أو يسمح بارتكابها مع الشخص من قبل شخص ثالث.

#### تاريخ
تم تحديد القواعد الحالية لسن الرشد في ألمانيا بعد إصلاح قانون العقوبات بعد إعادة توحيد البلاد في عام 1994. كانت الأعمار 14 و16 ذات أهمية منذ دخول القانون الجنائي للإمبراطورية الألمانية حيز التنفيذ في عام 1872: بموجب المادة176، كانت الأفعال الجنسية مع الأطفال دون سن 14 عامًا غير قانونية وكانت كذلك منذ ذلك الحين. تحت §182- تتم مقاضاة جريمة إغواء "فتاة بلا عيب دون سن 16 عامًا" بناءً على شكوى الوالدين أو الوصي القانوني فقط. وفي ألمانيا الغربية، تم الاحتفاظ بالقاعدة الأخيرة، مع تغييرات طفيفة في عام 1973: لم يعد شرط عدم الشائبة مطلوباً، ويمكن للمحكمة الامتناع عن العقوبة إذا كان الجاني أقل من 21 عاماً. وعلى النقيض من ذلك، أنشأت جمهورية ألمانيا الديمقراطية قانوناً جنائياً اشتراكياً جديداً في عام 1968. تحت § 149، كانت الأفعال الجنسية مع أشخاص من الجنس الآخر تتراوح أعمارهم بين 14 و16 عامًا يعاقب عليها إذا تم استغلال "عدم النضج الأخلاقي" للضحية باستخدام "الهدايا أو الوعد بالفوائد أو" أساليب الإقناع المماثلة "لبدء الجماع أو أفعال مماثلة للجماع".
كانت المثلية الجنسية بين الذكور غير قانونية بموجب المادة 175 بغض النظر عن العمر منذ عام 1872. لم تتم مقاضاة المثلية الجنسية لدى الإناث. في ألمانيا الغربية، تم تشريع المثلية الجنسية بين الذكور في عام 1969. تم تحديد سن الرشد بـ 21 عامًا وتم تخفيضه إلى 18 عامًا في عام 1973. لا يجوز أن يكون مرتكبو الجرائم إلا الرجال الذين بلغوا 18 عامًا أو أكثر، ويمكن للمحاكم الامتناع عن العقوبة إذا لم يكن الجاني قد بلغ 21 عامًا بعد. وفي ألمانيا الشرقية، تم في عام 1957 استكمال قانون العقوبات بإضافة مادة تسمح بالإعفاء من الملاحقة القضائية إذا لم يتسبب الفعل غير القانوني في أي ضرر للمجتمع الاشتراكي. بخصوص 175، وهذا يعني أن الأفعال المثلية الجنسية بين الذكور لا تتم مقاضاتها إلا إذا كانت تشمل قاصرين، وهو ما يعني أشخاصاً تقل أعمارهم عن 18 عاماً. وقد شرّع القانون الجنائي الجديد لعام 1968 المثلية الجنسية رسميًا وفي القانون 151، الذي أصبح الآن محايدًا بين الجنسين، يجرم فقط الأفعال المثلية بين البالغين مع القاصرين. في عام 1987، قضت المحكمة العليا في ألمانيا الشرقية بأن المثلية الجنسية هي شكل من أشكال السلوك الجنسي مثلها كمثل الجنس الآخر. في عام 1989تم إلغاء المادة 151 وتم تعديل المادة 149 لتشمل أي توجه جنسي.
بعد إعادة توحيد ألمانيا، وفقًا لمعاهدة التوحيد لعام 1990، ظل القسم 149 من القانون ساري المفعول بالنسبة لأراضي جمهورية ألمانيا الديمقراطية السابقة، وفي ألمانيا الغربية،175 و182 لم تعد سارية المفعول. ورأى المشرعون في ألمانيا الغربية أيضًا ضرورة الحياد فيما يتعلق بالجنس والتوجه الجنسي، وإعادة التوازن بين تقرير المصير الجنسي وحماية القاصرين. وفي الإصلاح الذي تلا ذلك في عام 1994، تم الإبقاء على الحد الأدنى للسن وهو 14 عامًا في جميع أنحاء ألمانيا، وبناءً على التقاليد القانونية في كلتا الدولتين، أصبحت الأفعال الجنسية التي يرتكبها شخص يزيد عمره عن 21 عامًا مع قاصر يقل عمره عن 16 عامًا والتي تنطوي على استغلال الافتقار الفردي للقاصر للقدرة على تقرير المصير الجنسي يعاقب عليها في جديد182. تم إلغاء المادة 175. بشكل عام، تم الإبقاء على ضرورة تقديم شكوى بموجب القانون الألماني الغربي السابق، ولكن في حالة وجود مصلحة عامة خاصة، أصبحت الجريمة قابلة للملاحقة القضائية تلقائيًا، كما كانت الحال في القانون الألماني الشرقي.

## اليونان
السن القانوني في اليونان هو 15 عامًا.
إن الحكم العام لسن الرشد في اليونان هو 15 عامًا كما هو محدد في المادة 339، وكذلك المواد 337، 348ب من قانون العقوبات اليوناني. في عام 2015، إلى جانب إضفاء الشرعية على الاتحادات المدنية بين نفس الجنس، تم إلغاء المادة 347 التي كانت تنص على حظر إضافي لإغواء ذكر يقل عمره عن 17 عامًا إذا كان الفاعل ذكرًا بالغًا، وبالتالي تساوي سن الرشد للأفعال المثلية.
هناك أيضًا العديد من المحظورات الأخرى المتعلقة بمناصب السلطة والأفعال الجنسية، كما هو محدد في المادتين 342 و343. علاوة على ذلك، هناك استثناء من فارق السن البالغ ثلاث سنوات بالنسبة للأفعال الجنسية بين الأشخاص الذين تقل أعمارهم عن 15 عامًا.

## هنغاريا
السن القانوني في المجر هو 14 عامًا . يسمح الإعفاء المتعلق بالتقارب العمري بالقيام بأفعال جنسية من سن 12 عامًا إذا كان الطرف الأكبر سنًا أقل من 18 عامًا.
ينص قانون العقوبات الجديد الذي دخل حيز التنفيذ منذ 1 يوليو 2013 على ما يلي: "الشخص الذي أكمل الثامنة عشرة من عمره والذي يمارس الجنس مع شخص لم يكمل بعد الرابعة عشرة من عمره، يرتكب جناية ويعاقب عليها بالسجن من سنة إلى خمس سنوات". "من مارس الجنس مع شخص لم يكمل الثانية عشرة من عمره، يرتكب جناية ويعاقب عليها بالسجن من خمس سنوات إلى عشر سنوات".

## تاريخ
حتى عام 1961، كانت الأفعال المثلية غير قانونية. بعد إلغاء التجريم، أصبح السن القانوني للأفعال المثلية 20 عامًا وظل كذلك حتى عام 1978. منذ ذلك الحين، وحتى عام 1999، كان السن القانوني لمثل هذه الأفعال 18 عامًا، كما هو محدد في المادة 199. في عام 2002، ألغت المحكمة الدستورية المجرية المادة 199، وتم تخفيض سن الرشد للأفعال المثلية إلى 14 عامًا بما يتماشى مع الأفعال بين الجنسين.

## أيسلندا
السن القانوني في أيسلندا هو 15 عامًا، كما هو محدد في المادة 202 من قانون العقوبات الأيسلندي، والتي تنص على: "أي شخص يمارس الجنس أو أي علاقة جنسية حميمة أخرى مع طفل أصغر من 15 عامًا يكون عرضة للسجن لمدة لا تقل عن عام واحد وحتى 15 عامًا."  تم رفع السن القانوني من 14 إلى 15 عامًا في عام 2007. يسمح الإعفاء المتعلق بالتقارب العمري بالأفعال الجنسية من سن 14 عامًا إذا لم يتجاوز عمر الطرف الأكبر سنًا 21 عامًا 

## أيرلندا
السن القانوني في أيرلندا هو 17 عامًا، فيما يتعلق بالجنس المهبلي أو الشرجي، والاختراق المهبلي أو الشرجي. هذا هو أعلى سن للرشد مشتركًا مع (قبرص الجنوبية) في الاتحاد الأوروبي.
توجد الجرائم ذات الصلة في قانون العقوبات (الجرائم الجنسية) لعام 2017، والذي عدل قانون العقوبات (الجرائم الجنسية) لعام 2006. وتكون الأحكام أطول في حالة الجرائم المرتكبة ضد أطفال دون سن 15 عامًا، وفي حالة الجرائم المتكررة، وفي حالة كون الجاني شخصية ذات سلطة مثل أحد الأقارب المقربين أو المعلمين. في حالة الجرائم التي ترتكب مع أطفال تتراوح أعمارهم بين 15 و16 عامًا، ينص القانون ذو الصلة، الفعل الجنسي مع طفل يقل عمره عن 17 عامًا ، على أنه "8) عندما، في إجراءات ارتكاب جريمة بموجب هذا القسم ضد طفل كان في وقت ارتكاب الجريمة المزعومة قد بلغ سن 15 عامًا ولكنه كان أقل من 17 عامًا، يكون من الدفاع أن الطفل وافق على الفعل الجنسي الذي تتكون منه الجريمة حيث يكون المدعى عليه - (أ) أصغر سنًا أو أكبر من الطفل بأقل من عامين، (ب) لم يكن، في وقت ارتكاب الجريمة المزعومة، شخصًا ذا سلطة فيما يتعلق بالطفل، و (ج) لم يكن، في وقت ارتكاب الجريمة المزعومة، في علاقة مع الطفل كانت تخويفًا أو استغلالًا للطفل."

#### تاريخ
قبل استقلال الدولة الأيرلندية الحرة عام 1922، كان القانون في أيرلندا هو قانون المملكة المتحدة لبريطانيا العظمى وأيرلندا (انظر قسم تاريخ المملكة المتحدة ). كان الجنس الشرجي غير قانوني بموجب قانون الجرائم ضد الأشخاص لعام 1861 ، بينما جرّم قانون تعديل القانون الجنائي لعام 1885 "تدنيس الفتاة بين سن الثالثة عشرة والسادسة عشرة"، مع عقوبات أكثر صرامة على "تدنيس الفتاة دون سن الثالثة عشرة". أوصى تقرير كاريجان لعام 1930 بشأن الاعتداء الجنسي على الأطفال والدعارة بين القاصرين برفع سن الرشد إلى 18 عامًا. رفع قانون تعديل القانون الجنائي لعام 1935 السن إلى 17 عامًا، مع فرض عقوبات أكثر صرامة على من تقل أعمارهم عن 15 عامًا، ورفض الدفاع عن الخطأ. كان قانون الاعتداء الجنسي على الأطفال، بما في ذلك سن الرشد، موضوع ورقة استشارية عام 1989 وتقرير عام 1990 من قبل لجنة إصلاح القانون (LRC). قانون العقوبات (الجرائم الجنسية) لعام 1993 ألغى تجريم الأفعال المثلية الجنسية بين الذكور وأنشأ جرائم " اللواط مع الأشخاص الذين تقل أعمارهم عن 17 عامًا" و" الفحش الجسيم مع الذكور الذين تقل أعمارهم عن 17 عامًا". في عام 2006، تم إلغاء قانون عام 1935 عندما وجدت المحكمة العليا أن حظره لدفاع الخطأ ينتهك الحقوق الدستورية للمتهم. وقد تم إقرار قانون العقوبات (الجرائم الجنسية) لعام 2006 بسرعة في نطاق حكم المحكمة العليا، حيث استبدل الجرائم التي وقعت في عامي 1935 و1993 بالجرائم الحالية. وقد أوصت لجنة إصلاح القوانين ومدير النيابة العامة بإعفاء الفتيات دون سن السابعة عشرة، حيث شعرا بأنه "من الخطأ وصم الأمهات والفتيات الحوامل في سن الخامسة عشرة أو السادسة عشرة كما لو كن ضحايا اغتصاب عنيف أو ارتكبن جريمة". ورغم أن هذا الأمر كان مثيراً للجدل، فقد أشار الوزير إلى أن القانون السابق لم يجرّم أي فعل جنسي تقوم به فتاة دون سن السابعة عشرة. أوصى تقرير اللجنة المشتركة لحماية الطفل التابعة للبرلمان الأيرلندي لعام 2006 بتغيير سن الرشد إلى 16 عامًا، و18 عامًا مع وجود شخص في السلطة. ونصحت بأن تظل قضايا تقارب الأعمار مجرمة، ولكن مع وضع إرشادات أكثر تساهلاً في إصدار الأحكام. وأوصت أيضًا بتوسيع نطاق الدعاية للحدود العمرية. تم تنفيذ معظم التغييرات في عام 2017، على الرغم من أن السن القانوني ظل 17 عامًا.

## إيطاليا
السن القانوني في إيطاليا هو 14 عامًا، مع استثناء قريب من السن القانوني يسمح لمن يبلغون من العمر 13 عامًا بممارسة النشاط الجنسي مع شركاء أكبر منهم بثلاث سنوات.
يرتفع سن الرشد إلى 16 عامًا إذا كان أحد المشاركين لديه نوع من التأثير على الآخر (على سبيل المثال الوالد - كونه طبيعيًا أو بالتبني، مدرس، مدرس خاص، وما إلى ذلك).
إن عدم معرفة أن الضحية قاصر لا يشكل دفاعاً قانونياً، إلا عندما يكون ذلك جهلاً لا يمكن تجنبه. إذا كان القاصر المعني أقل من 11 عامًا، يمكن معاقبة الجريمة حتى بدون شكوى، وتكون العقوبة مشددة. كما أنه من غير القانوني القيام بأعمال جنسية في حضور قاصر يقل عمره عن 14 عامًا بقصد السماح للقاصر بمشاهدة هذه الأعمال، حتى لو لم يشارك فيها بشكل نشط.
انظر أيضًا مقالات ويكي مصدر ذات صلة من القانون الجنائي الإيطالي (باللغة الإيطالية). انظر أيضًا المزيد من المقالات ذات الصلة من الإنتربول.

#### تاريخ
في عام 2018، مع إدخال "العمر الرقمي للموافقة" بعد الموافقة على اللائحة العامة لحماية البيانات، تم تغيير سن الموافقة بين القاصرين الذين تبلغ أعمارهم 18 عامًا. قبل هذا التغيير، تم تخفيض سن الرشد من 14 إلى 13 عامًا بشرط أن تصل الفجوة العمرية بين الأصغر والأكبر إلى 3 سنوات، مما يسمح، بهذه الطريقة، لشخص يبلغ من العمر 16 عامًا بممارسة الجنس مع شخص يبلغ من العمر 13 عامًا. وبموجب القانون الجديد، وبعد ملاحظة بعض المحاكم للتناقضات،  سمح القانون بوجود فجوة عمرية قدرها سنة رابعة بين القاصر البالغ من العمر 13 عامًا والأكبر سنًا، مما يجعل من المسموح عمليًا ممارسة الجنس إذا كان المشاركون في سن 13 عامًا على الأقل ولكن ليس أكبر من 17 عامًا 

## كوسوفو
السن القانوني في كوسوفو هو 16 سنة . تنص المادة 228 من قانون العقوبات على أن "مصطلح "الرضا" يعني الموافقة الطوعية لشخص بلغ السادسة عشرة من عمره على القيام بالعمل الجنسي المعني"، وتنص المادة 230 على أن، 1. "من يعرض شخصًا آخر لفعل جنسي دون موافقته يعاقب بالسجن من سنتين (2) إلى عشر (10) سنوات".

## لاتفيا
السن القانوني في لاتفيا هو 16 عامًا .
يتم تحديد التشريع الرئيسي من خلال القانون الجنائي اللاتفي، المادة 161 (الأعمال ذات الطبيعة الجنسية مع شخص لم يبلغ سن السادسة عشرة)، والتي تنص على ما يلي: "ارتكاب فعل جنسي أو شرجي أو فموي أو أي فعل جنسي غير طبيعي آخر للإشباع، أو أعمال أخرى ذات طبيعة جنسية تُرتكب في اتصال جسدي مع جسد الضحية، إذا تم ذلك مع شخص لم يبلغ سن السادسة عشرة وإذا ارتكبت هذه الجريمة من قبل شخص بلغ سن الرشد، يُعاقب بالحرمان من الحرية لمدة تصل إلى خمس سنوات، أو السجن قصير المدى، أو الخدمة المجتمعية، أو غرامة وإشراف مع وقف التنفيذ لمدة تصل إلى خمس سنوات."
تنص المادتان 159 و160 على عقوبات أكثر صرامة في حالة الاغتصاب والاعتداء الجنسي بالقوة على الأحداث.

#### تاريخ
حتى عام 1992، كانت الأفعال المثلية بين الذكور غير قانونية بموجب المادة 124.1 من القانون الجنائي اللاتفي. وقد ألغى البرلمان اللاتفي هذا الحكم في عام 1992 وتم تحديد سن الرشد غير المتساوي للأفعال المثلية بين الذكور عند 18 عامًا. في عام 1998، اعتمد البرلمان اللاتفي قانوناً جنائياً جديداً دخل حيز التنفيذ في عام 1999، وساوى السن القانوني عند 16 عاماً لجميع الأفعال الجنسية.

## ليختنشتاين
السن القانوني في ليختنشتاين هو 14 عامًا ، وفقًا . هناك أيضًا استثناء يتعلق بالتقارب العمري، حيث يتم خفض سن الرشد إلى 12 عامًا إذا لم يكن الطرف الآخر أكبر منه بأكثر من 3 سنوات وتم استيفاء بعض الشروط الإضافية. إن النشاط الجنسي مع الأطفال الذين تتراوح أعمارهم بين 14 و15 عامًا قانوني بشكل عام، ولكن لا يزال من الممكن معاقبته إذا تم الحصول على الوصول الجنسي إلى هؤلاء الأطفال من خلال استغلال افتقارهم إلى تقرير المصير الجنسي.

## ليتوانيا
السن القانوني في ليتوانيا هو 16 عامًا، كما هو محدد في قانون العقوبات الليتواني 151.1، الذي تم تقديمه بموجب مشروع القانون الصادر في 2 يوليو 2010.

#### إعفاء من سن قريبة
تتمتع ليتوانيا بإعفاء من التقارب في السن إذا لم يكن هناك "اختلاف كبير في السن والنضج العقلي والجسدي بين المشاركين في الإجراءات"، وفقًا للفقرة §151.1 (5) من القانون الجنائي الليتواني.
ولم يتم تحديد ما تعتبره المحكمة "فارقًا كبيرًا في السن". في قضية عام 2015 حيث أدى النشاط الجنسي بين ذكر يبلغ من العمر 18 عامًا وأنثى تبلغ من العمر 14 عامًا إلى الحمل، لم يعتبروا فارق السن "أكثر من 4 سنوات قليلاً" "كبيرًا":
مثل هذا الفارق لا يعتبر كبيرا. عند تقييم المواد المميزة، خلصت المحكمة إلى أن النضج العقلي والجسدي للمشاركين في الإجراءات على مستوى مماثل. الظروف التي كانوا أصدقاء كصديق وصديقة لمدة عام تقريبا، يحبون بعضهم البعض، بعد هذه العلاقة أصبحت القاصر حاملا وتستعد لولادة طفل، وتخطط للدخول في الزواج.
في قضية المحكمة العليا الليتوانية بتاريخ 18 مايو 2023، حول شاب يبلغ من العمر 20 عامًا يشارك في نشاط جنسي مع فتاة تبلغ من العمر 14 عامًا، برأت المحكمة الشاب وأسقطت تهم الاغتصاب عنه. وأشارت المحكمة إلى أن:
يمكن مساواة الشخص الذي يقل عمره عن 16 عامًا بشخص يبلغ من العمر 16 عامًا من حيث النضج الجسدي، وعلى العكس من ذلك، يمكن مساواة الشخص البالغ بشخص أصغر سنًا من حيث النضج الجسدي. وذكرت المحكمة العليا أنه بالنسبة للقرار، فإنها تأخذ في الاعتبار، إلى جانب فارق السن الرياضي، أيضًا:
علامات النضج الجسدي، وطبيعة السلوك الجنسي، والخبرة السابقة، والمظهر البصري (هل يمكن تصنيف الجاني والضحية، من الجانب، كأشخاص من نفس العمر)، وما إلى ذلك.

#### تاريخ
حتى عام 1993، كانت الأفعال المثلية بين الذكور محظورة بموجب القانون الجنائي الليتواني، المادة 1221، والتي تم إلغاؤها في ذلك العام. حدد القانون الجديد سن الرشد عند 17 عاماً للجماع الفموي والشرجي بين الذكور، و16 عاماً للأفعال المثلية الأخرى بين الذكور، و14 عاماً للأفعال المثلية والمغايرة جنسياً. في عام 2004، تم تعديل القانون لتحقيق المساواة في سن الرشد عند 14 عامًا لجميع الأفعال الجنسية؛ وتم رفع سن الرشد إلى 16 عامًا في عام 2010، بغض النظر عن الجنس والتوجه الجنسي.
قبل مشروع القانون، الذي تم تقديمه في 2 يوليو 2010  تم تحديد سن الرشد عند 14 عامًا وفقًا للمادة 153 من القانون الجنائي الليتواني الذي يحظر أي تحرش جنسي أو علاقات جنسية مع قاصر يقل عمره عن 14 عاماً. مع ذلك، لم يتم تحديد سن الرشد (14) بشكل مباشر في هذه المادة من القانون الجنائي الليتواني. وقد تم تأسيس ذلك بموجب أحكام القضاء الليتواني. وهذا يعني أن الأفعال الجنسية بين الجنسين كانت مسموحة بمجرد أن يبلغ الطفل سن الرابعة عشرة. كان هناك (ولا يزال) استثناء لهذه القاعدة: يحظر القسم 151.1 (3) من القانون الجنائي الليتواني على الآباء أو الأوصياء أو غيرهم من الأشخاص المسؤولين بحكم مناصبهم المباشرة عن تربية الطفل والإشراف عليه إقامة أي علاقات من النوع الجنسي مع الطفل، إذا لم يبلغ سن 18 عامًا بعد.

## لوكسمبورج
السن القانوني في لوكسمبورج هو 16 عامًا ، كما هو محدد في المادة 372 التي تنص على: "كل اعتداء على الحياء ارتكب بغير عنف أو تهديد من شخص أو بمساعدة شخص على طفل من أي جنس كان لم يتجاوز السادسة عشرة من عمره يعاقب عليه بالسجن من سنة إلى خمس سنوات. تكون العقوبة السجن من خمس إلى عشر سنوات إذا كان الطفل لم يتجاوز الحادية عشرة من عمره.

## مالطا
السن القانوني في مالطا هو 16 عامًا. النشاط الجنسي عادة من قبل الأشخاص الذين تزيد أعمارهم عن 16 عامًا – يمكن اعتبار ممارسة الجنس مع أشخاص تتراوح أعمارهم بين 12 و16 عامًا تدنيسًا للقاصرين من خلال أفعال فاحشة أو فساد قاصر، وهو ما قد يؤدي، وفقًا لتقدير النيابة العامة والمحاكم، اعتمادًا على الظروف، إلى الإدانة.
تنص المادة 201 من الفصل التاسع من قوانين مالطا ( افتراض العنف في حالات المعرفة الجنسية والاعتداء الفاحش ) على ما يلي:
201. يُفترض أن الاتصال الجنسي غير المشروع وأي اعتداء غير لائق آخر، مصحوب بالعنف
(أ) عندما ترتكب الجريمة ضد أي شخص لم يتجاوز الثانية عشرة من عمره؛
(ب) عندما يكون الشخص الذي تعرض للإساءة غير قادر على المقاومة بسبب عجز جسدي أو عقلي، أو لأي سبب آخر مستقل عن فعل الجاني، أو نتيجة لأي جهاز احتيالي استخدمه الجاني.
العقوبة هي السجن من ثلاث إلى تسع سنوات، مع أو بدون حبس انفرادي، كما هو موضح في المادة 198 ( الاغتصاب أو الاتصال الجنسي بالعنف ). ويجوز تشديد العقوبة في بعض الحالات المنصوص عليها في المادة 202، كأن يكون الشخص لم يبلغ سن التاسعة.
تنص المادة 204 من الفصل التاسع من قوانين مالطا ( تدنيس القاصرين ) على ما يلي:
203. (1) من قام بأفعال فاحشة بتدنيس قاصر من أي من الجنسين، يعاقب عند الإدانة بالسجن لمدة لا تتجاوز ثلاث سنوات، مع أو بدون الحبس الانفرادي:
يوجد عدد من الظروف المشددة لهذا الحكم الشامل بما في ذلك: إساءة استخدام السلطة الأبوية أو الوصاية، حيث يكون الضحية دون سن 12 عامًا وإذا ارتكبت الجريمة عن طريق التهديد أو الخداع. لا يوجد تعريف لعمر الجاني: حتى أي قاصر آخر يمكن أن يكون مذنبًا بهذه الجريمة، على الرغم من عدم وجود دليل على أن أي حالة من هذا القبيل قد تم مقاضاتها على الإطلاق.
تم تعريف سن الرشد في المادة 188 من الفصل 16 من القوانين المدنية في مالطا:
188. (1) يتم تحديد سن الرشد عند اكتمال الثامنة عشرة من العمر.
لتطبيق المادة 203، هناك متطلبات:
بالنسبة للجريمة المكتملة وبصرف النظر عن العنصر الشكلي للجريمة، يجب أن يكون هناك الفعل الفاحش والتدنيس الفعلي. وقد يرتكب الفعل الفاحش إما على الشخص نفسه أو في حضور القاصر. "إن جميع الأفعال التي تهدف بطبيعتها أو الظروف التي تتم فيها إلى إشباع الرغبة الجنسية، سواء لدى الفاعل أو لدى الضحية، والتي تكون قادرة على إثارة الاهتمام الجنسي لدى الضحية، تعتبر أفعالاً فاحشة لأغراض الجريمة المعنية.
إن تفسير القانون يخضع للظروف وتقدير النيابة العامة والمحاكم، بناء على العوامل ذات الصلة التي يمكن أخذها في الاعتبار لتقرير ما إذا كان القاصر قد تم "تدنيسه" بالفعل. على سبيل المثال، في عام 2008، تمت تبرئة شقيقين يبلغان من العمر 19 و20 عامًا من تهمة تدنيس فتاة كانت تبلغ من العمر 16 عامًا آنذاك (حتى عام 2018 كان سن الرشد 18 عامًا). كانت لقاءاتهم الجنسية بالتراضي، وكان من الواضح أن الفتاة كانت لها عدة مغامرات جنسية سابقة مع العديد من الشباب. في عام 2007، أُدين رجل يبلغ من العمر 30 عامًا بتهمة تدنيس صبي كان عمره 14 عامًا آنذاك. لقد أعد وضعًا حيث جاء الصبي إلى شقته؛ ونتيجة لفضوله الطفولي وما اعتبرته المحكمة حيلة الرجل البالغ، بقي الصبي في الشقة حتى بينما كان الرجل يستحم أولاً ثم يرتكب الأفعال الفاحشة. هناك أيضًا حالات أخرى، حيث أُدين الجناة على الرغم من عدم وضوح الظروف، مثل حالة مدير فندق يبلغ من العمر 35 عامًا مع فتاة تبلغ من العمر 14 عامًا في إجازة، وثلاثة رجال تتراوح أعمارهم بين 18 و19 و20 عامًا مع ثلاث فتيات يبلغن من العمر 14 عامًا  أو مدير فندق آخر يبلغ من العمر 46 عامًا وصبي يبلغ من العمر 14 عامًا، وكانت لديهم لقاءات لفترة أطول.
ولا يوجد في صياغة القانون أي تمييز على أساس التوجه الجنسي. ومع ذلك، فإن التمييز قد ينتج عن التنفيذ الانتقائي فيما يتصل بالقضايا الفردية. "ومن ثم فإن هذا قد يؤدي إلى ارتفاع معدل الحالات التي يكون فيها القاصر والجاني من نفس الجنس، نظراً لأنه قد يكون هناك آباء لا يلجأون إلى الإجراءات القانونية إذا كان لطفلهم البالغ من العمر 17 عاماً علاقات جنسية مع شخص آخر من الجنس الآخر ولكنهم سيفعلون ذلك إذا كان الشخص من نفس الجنس."
يُسمح بالزواج في سن مبكرة تصل إلى 16 عامًا، وهو ما كان من الناحية النظرية حتى مايو 2018 سيسمح بظهور حالة يقوم فيها أحد الزوجين برفع دعوى بموجب هذه المادة. في الممارسة العملية، لم تنشأ هذه المشكلة مطلقا.
إن مفهوم تحديد الفئات العمرية المستخدم في كندا على سبيل المثال غير موجود في النظام القانوني المالطي، كما أن النشاط الجنسي بين شريك يبلغ من العمر 15 عامًا وآخر يبلغ من العمر 16 عامًا قد يشكل تدنيسًا للقاصرين، اعتمادًا على الظروف، دون السماح بأي استثناء على أساس قرب أعمارهم فقط.
في أوائل عام 2018، صوت البرلمان لصالح "قانون العنف القائم على النوع الاجتماعي والعنف المنزلي لعام 2018" والذي دخل حيز التنفيذ في 14 مايو 2018. الهدف الأساسي من هذا القانون هو نقل اتفاقية مجلس أوروبا بشأن منع ومكافحة العنف ضد المرأة والعنف المنزلي، كما يتضمن تعديلات تخفض سن الرشد إلى 16 عامًا.